# Agabus raffrayi
Agabus raffrayi är en skalbaggsart som beskrevs av Sharp 1882. Agabus raffrayi ingår i släktet Agabus och familjen dykare. Inga underarter finns listade i Catalogue of Life.